# Société anonyme luxembourgeoise des chemins de fer et minières Prince-Henri
La Société anonyme luxembourgeoise des chemins de fer et minières Prince-Henri est une société qui repris la gestion du réseau de la Compagnie des chemins de fer Prince-Henri, qui fait faillite en 1877. Elle disparaît en 1948.

## Histoire
L'arrêté royal grand-ducal du 28 octobre 1877, approuve la convention du 22 juillet 1877 concernant la reconstitution de l'entreprise des chemins de fer Prince-Henri et crée la Société anonyme luxembourgeoise des chemins de fer et minières Prince-Henri qui reprend l'intégralité du réseau de la compagnie des chemins de fer Prince-Henri. En proie à des difficultés financières, cette dernière avait fait faillite en 1877, entraînée dans la débâcle de son président et actionnaire Simon Philippart, ce qui avait nécessité une intervention de l'État en termes de garanties financières. L'une des premières tâches de la nouvelle société sera d'achever la construction de plusieurs des lignes qui n'avaient pas encore été menées à terme.
Durant la Seconde Guerre mondiale, le réseau de la Compagnie est intégré à celui de la Deutsche Reichsbahn par l'occupant. Après la fin du conflit, il entre dans le giron de la Société nationale des chemins de fer luxembourgeois créée en 1946. La société PH est dissoute le 1er juillet 1948.

## Réseau

Carte des réseaux ferrés luxembourgeois en 1935. En vert, le réseau du PH.

En 1935, la compagnie exploitait un réseau de 193 km composé des lignes suivantes :
- Ligne Esch-sur-Alzette - Pétange - Rodange - Athus/Longwy ;
- Ligne Pétange - Lamadelaine - Frontière belge vers Aubange ;
- Ligne Rodange - Longwy - Longuyon (France) ;
- Ligne Pétange - Lamadelaine - Frontière belge vers Athus ;
- Ligne Luxembourg - Pétange ;
- Ligne Pétange - Noerdange - Ettelbruck ;
- Ligne Ettelbruck - Echternach - Grevenmacher ;
- Ligne Kautenbach - Wiltz - Frontière belge ;
- Ligne Pétange - Fond-de-Gras - Doihl ;
- Ligne de Grundhof à Beaufort (à voie métrique).

On peut y ajouter deux autres lignes :
- la ligne Clemency-Autelbas, qui eut une courte existence et fonctionna de 1874 à 1901 ;
- la ligne de Thillenberg à Differdange (à voie étroite de 700 mm), cédée en 1933 à l'Arbed.

## Matériel moteur

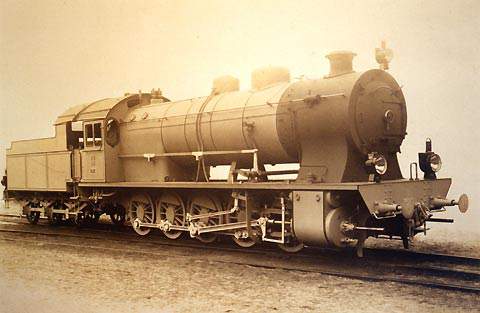
Locomotive série I commandée par le PH en 1913.

Le matériel moteur des chemins de fer Prince-Henri est composé quasi-exclusivement de locomotives à vapeur, ainsi que d'un autorail. Les trente-quatre locomotives et le matériel remorqué hérités de l'ancien réseau Prince-Henri ont été assemblées en Belgique par la S.A. des Ateliers métallurgiques, partie prenante du groupe de Simon Philippart, président de la Compagnie des chemins de fer Prince-Henri.
Après 1877, la compagnie étend sa flotte en faisant l'acquisition de nouvelles locomotives, principalement auprès de constructeurs allemands et belges et rachète en 1923 et 1927 une trentaine de locomotives allemandes cédées à l’État belge après l'armistice de 1918.
La grande majorité de la flotte en service à la veille de la Seconde Guerre mondiale est reprise par la Société nationale des chemins de fer luxembourgeois, hormis le matériel détruit ou non-restitué par l'occupant.

## Matériel remorqué

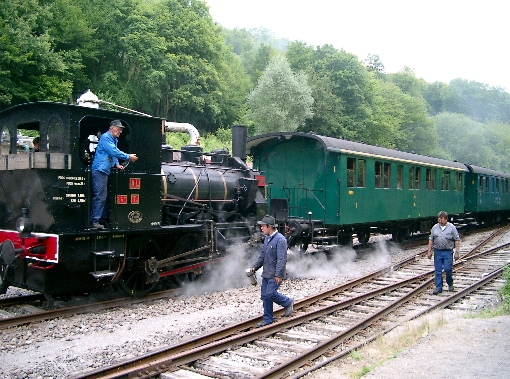
Deux voitures ex-PH sur le réseau du Fond-de-Gras.

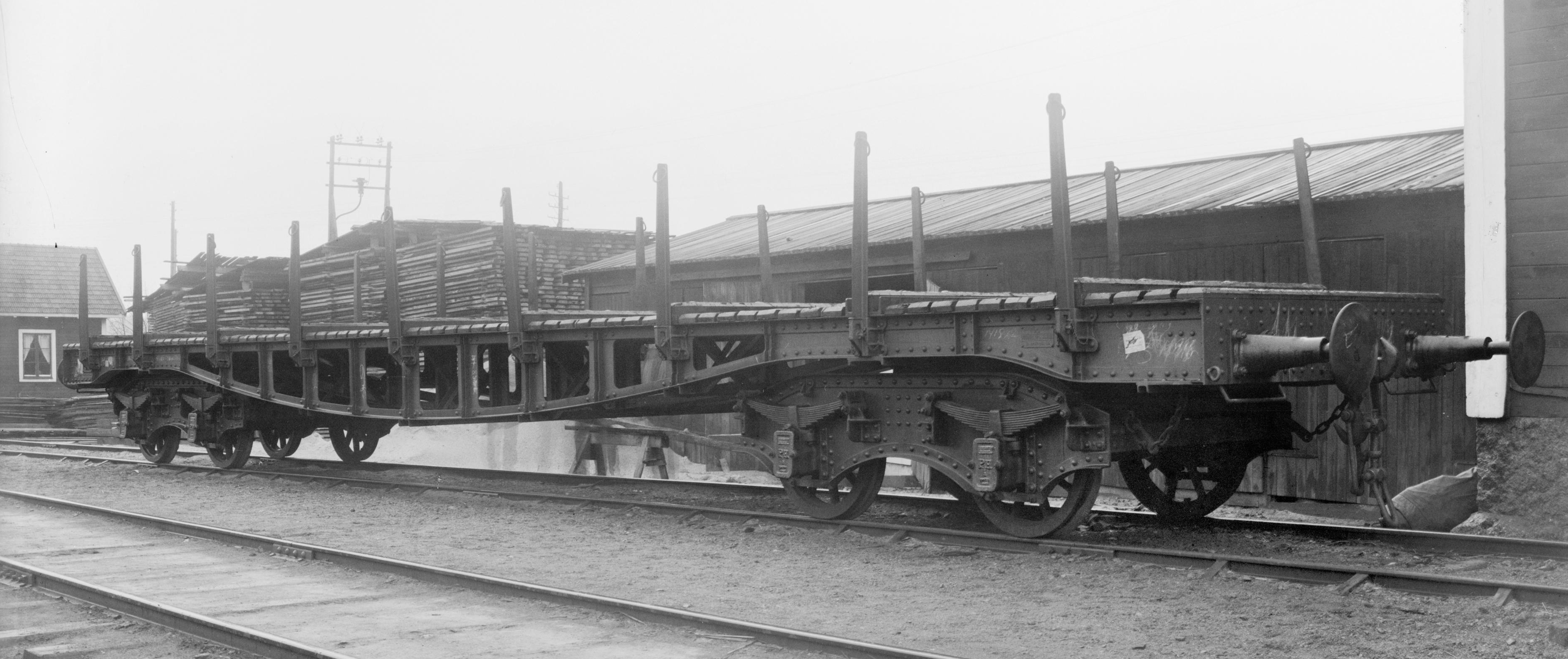
Wagon plat construit en 1913

En 1935 la société disposait de 120 voitures, 63 fourgons à bagages et 2535 wagons. 
Au début du XXe siècle, le chemin de fer Prince-Henri fait l'acquisition de voitures à voyageurs en bois de grandes dimensions reposant sur trois essieux. Il s'agit d'une reproduction sous licence de voitures suisses (dont un seul exemplaire est conservé en Suisse). En 1948, celles du PH sont cédées aux CFL qui en modernisent une partie en les dotant d'une caisse métallique et les utilisait encore dans les années 1960, puis quelques-unes comme wagons de service. Parmi les voitures ayant conservé leur caisse d'origine, trois voitures de troisième classe (construites en 1905 et 1907 par les Ateliers de la Dyle, en Belgique), une voiture de troisième classe fabriquée en 1926 par La Brugeoise, Nicaise et Delcuve et un fourgon (construit en 1913 par la Waggonfabrik Uerdingen en Allemagne) ont par la suite été préservées et restaurées par l'association Train 1900 lesquels possèdent également une voiture de première classe. Une autre voiture de première classe a été transformée en bungalow à Eisleck.
De grands wagons plats pour le transport de rails, tuyaux et autres grandes pièces métalliques ont été construits dans les années 1910. L'un est préservé au Luxembourg et un autre, retrouvé en Pologne après 1945, va être restaurée par une association polonaise.